# Istria, Constanța
Istria là một xã thuộc hạt Constanța, România. Dân số thời điểm năm 2002 là 2628 người.